# 中海薹草
中海薹草（学名：Carex zhonghaiensis）是莎草科薹草属的植物。分布在中国大陆的新疆等地，生长于海拔2,400米的地区，多生长于水中，目前尚未由人工引种栽培。